# Tabanus fontinalis
Tabanus fontinalis är en tvåvingeart som beskrevs av Schuurmans Stekhoven 1926. Tabanus fontinalis ingår i släktet Tabanus och familjen bromsar. Inga underarter finns listade i Catalogue of Life.